# Lưu Toại (Triệu vương)
Lưu Toại (chữ Hán: 刘遂, ? - 154 TCN), hay Triệu vương Toại (趙王遂), là vị vương chủ thứ 7 của nước Triệu dưới thời nhà Hán trong lịch sử Trung Quốc.
Lưu Toại là con trai trưởng của Triệu U vương Lưu Hữu, cháu nội của Hán Cao Tổ Lưu Bang, vua đầu tiên của nhà Hán. Năm 181 TCN, Lưu Hữu bị Lã thái hậu bỏ đói đến chết, sau đó bỏ qua ông để lập người khác làm Triệu vương. Mãi đến năm 179 TCN, khi họ Lã bị diệt, Hán Văn Đế mới phong cho Lưu Toại làm Triệu vương, kế tục cha. Em ông là Lưu Tích Cương được phong làm Hà Gian Văn vương.
Sang thời Hán Cảnh Đế, triều đình chủ trương giảm bớt đất phong và thế lực các chư hầu, trong đó nước Triệu bị tước đất Thường Sơn. Lưu Toại bèn liên kết với Ngô vương Lưu Tị và năm nước khác khởi binh chống lại triều đình. Tướng quốc Kiến Đức và Nội sử Vương Hãn can ngăn, ông không nghe, ra lệnh giết cả hai, sau đó xuất binh về phía tây, hội với quân Ngô, Sở.
Quân Hán kéo đến đánh dẹp, Lưu Toại rút về Hàm Đan. Trong khi đó ở phía đông, Ngô vương bị giết, thế lực chư hầu dần tan rã. Lưu Toại cầm cự ở Hàm Đan được bảy tháng. Sang năm 154, Loan Bố sau khi bình định nước Tề liền kéo quân đánh Hàm Đan. Thành Hàm Đan bị phá, Lưu Toại sợ hãi tự sát.
Lưu Toại làm Triệu vương 26 năm, không rõ bao nhiêu tuổi. Nước Triệu bị phế trừ. Về sau Hán Đế lại phong cho con là Bành Tổ làm Triệu vương, đóng ở thành Hàm Đan.